# جلادان هم می‌میرند
جلادان هم می‌میرند (انگلیسی: Hangmen Also Die!) فیلمی در ژانر نوآر و جنگی به کارگردانی فریتس لانگ است که در سال ۱۹۴۳ منتشر شد. داستان این فیلم حاصل کار مشترک فریتس لانگ و برتولت برشت با نام برت برشت (بدون ذکر در عنوان‌بندی) است. در نتیجه مؤلفه‌های شیوه برشت به‌ویژه نوع حضور مردم و تک‌گوئی‌های میهن‌دوستانه شخصیت‌ها به فیلم راه می‌یابند. برشت در آمریکا لانگ را یافت و این دو جلای وطن کرده و در جلادان هم می‌میرند فرصتی را برای خلق اثری ضد نازی و ابراز وفاداری به اعتقادات و مرام خود یافتند.

## داستان
هایدریش حامی و نماینده رایش در چکسلواکی و فرماندار انتصابی پراگ است که به شخصیت‌های سرشناس شهر هشدار می‌دهد که در صورت ادامه فعالیت‌های خرابکارانه در کارخانه‌ها دست به اقدامات شدیدی خواهد زد. در ادامه او به دست یک عضو نیروی مقاومت چک، اسووبودا (دانلوی) ترور می‌شود. اسووبودای گریزان نزد پروفسور نووتنی (برنان) و دخترش ماشا (لی) پناه می‌گیرد. گرچه مرگ هایدریش به مظهر مقاومت و امید مردم چکسلواکی در برابر نیروهای اشغالگر بدل شده اما نازی‌ها سخت به دنبال انتقامند. گشتاپو با دستگیری گسترده صدها تن از شهروندان بی‌گناه تهدید می‌کند که تا قاتل پیدا نشود آنان را تک به تک خواهد کشت! نیروهای مقاومت به همراه اسووبودا برای فریب دادن گشتاپو نقشه‌ای را طراحی می‌کنند، در اجرای این نقشه قشرهای مختلف مردم پراگ همکاری دارند.....

## بازیگران
- برایان دانلوی
- والتر برنان
- آنا لی
- جین لاکهارت
- دنیس اوکیف
- مارگارت ویچرلی
- رینهولد شونزل
- لودویگ دونات
- لایونل استندر
- جرج اروینگ
- الکساندر گراناخ
- چارلز میدلتون
- نانا برایانت
- سارا پدن
- تونیو سلوارت
- ویلیام فارنوم
- فیلیپ مریویل
- امت ووگان
- بایرون فولگر
- ادوارد اِرل
- هری سی. بردلی
- لستر دُر
- ادموند مک‌دانلد
- جیمز بوش
- فرن امت